# Вахрино (Пермский край)
Вахрино — деревня в Большесосновском районе Пермского края. Входит в состав Полозовского сельского поселения.

## Географическое положение
Расположена на берегу реки Вахринка (правый приток реки Сива), примерно в 7 км к юго-западу от административного центра поселения, села Полозово, и в 3,5 км от границы с Удмуртией.

## Население
| 2010 |
| ---- |
| 21   |

## Улицы
- Центральная ул.

## Топографические карты
- Лист карты O-40-97 Первомайский. Масштаб: 1 : 100 000. Состояние местности на 1983 год. Издание 1984 г.